# Château de la Foucaudie (Nersac)
Le château de la Foucaudie est l'actuel hôtel de ville de la commune française de Nersac, en Charente, dans la région Nouvelle-Aquitaine.

## Localisation
Le château de la Foucaudie est situé dans le centre-ville de Nersac dont il est la mairie, juste à côté de l'église, sur la rive gauche de la Charente qui coule à 500 mètres de là. Il est à 11 km à l'ouest d'Angoulême.

## Historique
Nersac devait être un point important sur la Charente aux portes d'Angoulême. Ramnoul, vicomte d'Angoulême, y possédait une curtis avant 887, estimée à 200 ou 300 hectares par André Debord. C'est lui qui aurait fait construire l'église.
Le terme de la Foucaudie évoque le XVIe siècle, date de la construction du château actuel peut-être sur des fortifications plus anciennes. Au milieu du XVIIe siècle, son propriétaire est Étienne de Lubersac, membre d'une importante famille limousine dont la filiation est suivie depuis 1345 et venue s'installer en Angoumois au XVe siècle : région de Chasseneuil et de Blanzac, château de l'Herse à Pérignac, et enfin la Foucaudie dont la branche porte ensuite le nom,.
Les Lubersac de La Foucaudie partageaient la seigneurie de Nersac avec l'abbaye de Saint-Cybard. Leur sépulture se trouvait dans le chœur de l'église.
En 1743, Louis de Lubersac, chevalier, seigneur de l'Herse et de la Foucaudie, vend son château, qui passe entre les mains de plusieurs propriétaires en cette fin du XVIIIe siècle : Joubert, Birot-Brouzède, du Tillet de Boisbredeuil.
Le château de la Foucaudie est devenu la mairie de Nersac en 1952.

## Architecture
Le bâtiment consiste en un corps de logis faisant face à l'est avec une aile en retour au nord, orientée vers l'ouest. Le bâtiment principal est flanqué à ses quatre angles de tourelles en légère avancée. Deux sont cylindriques, couvertes en poivrières et de tuiles plates sur sa façade orientale, et les deux autres sont carrées sur sa façade ouest. 
La façade orientale est faite d'une courtine du XIIIe siècle. Les deux tourelles cylindriques et les baies au cintre bombé sont plus tardives et ont été faites en 1680 par Jean-Louis de Lubersac. La courtine est prolongée au nord par un portail qui possédait des créneaux, remplacés par une décoration.
Sur la façade ouest, les deux tourelles carrées ont deux étages avec mâchicoulis et portent bretèches. Celle du nord se situe dans l'angle avec l'aile en retour et date du XVIe siècle. Celle au sud est une copie de la première et date du XIXe siècle. Elles sont desservies par deux escaliers à vis situées dans leur angle avec le corps principal. Elles encadrent une large terrasse faisant face à l'ouest supportée par quatre arcades et desservie par un double escalier monumental au centre, ajoutés aussi du XIXe siècle.
Le corps de logis possède un étage.
La cour est occupée par un petit jardin à la française avec une pièce d'eau circulaire au centre.

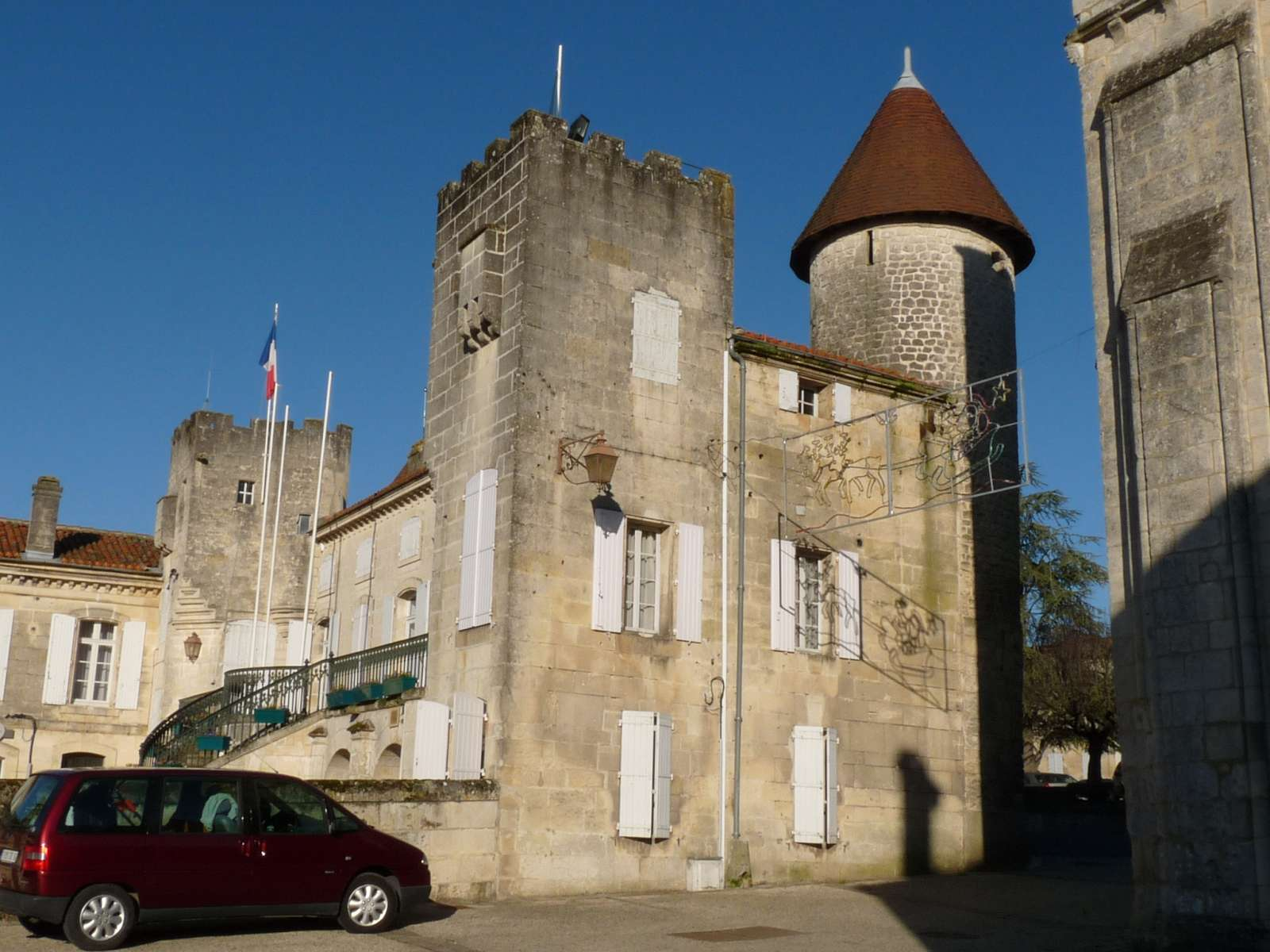
Vue depuis l'église.
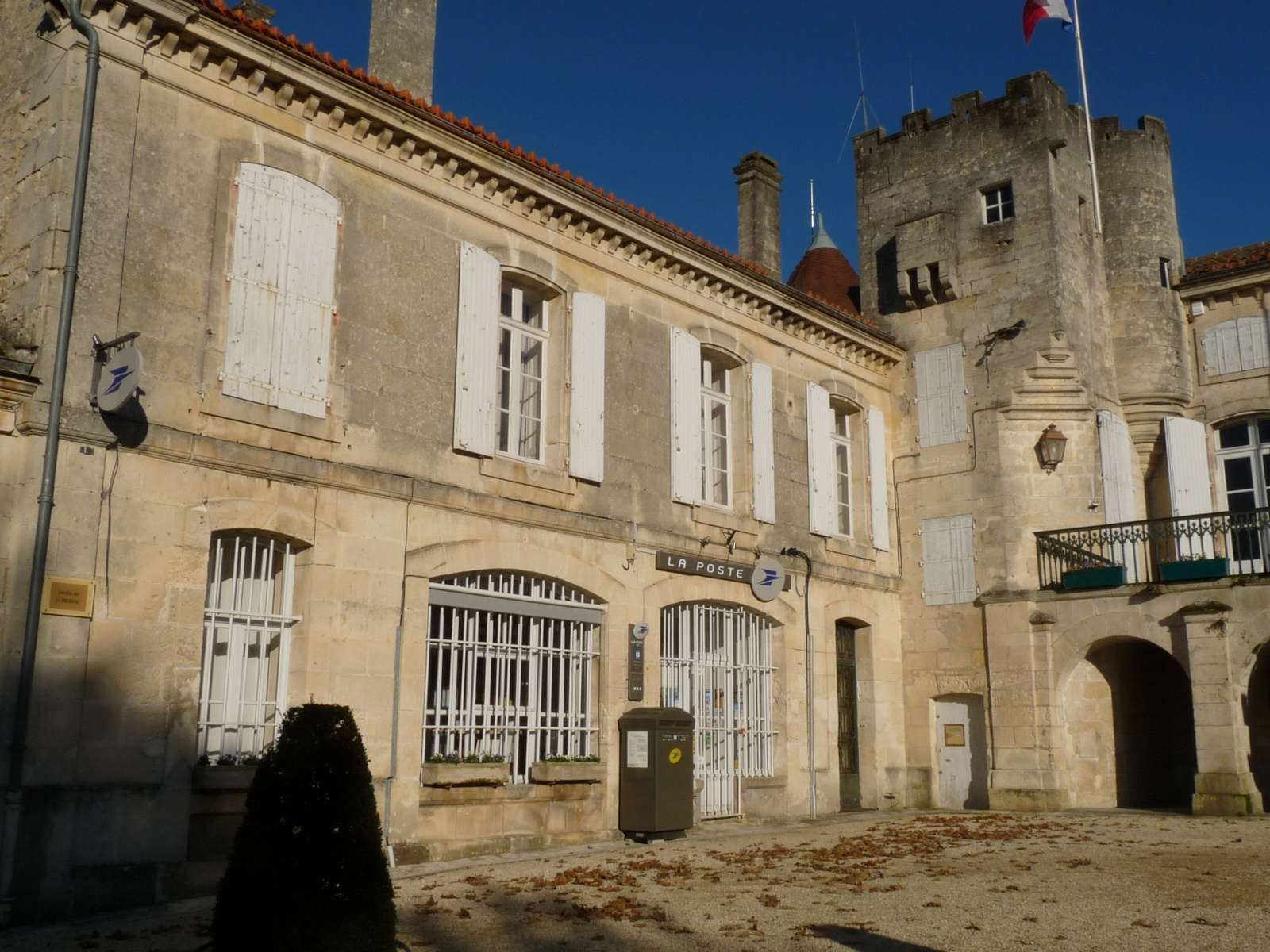
Aile nord, côté cour, avec la poste.
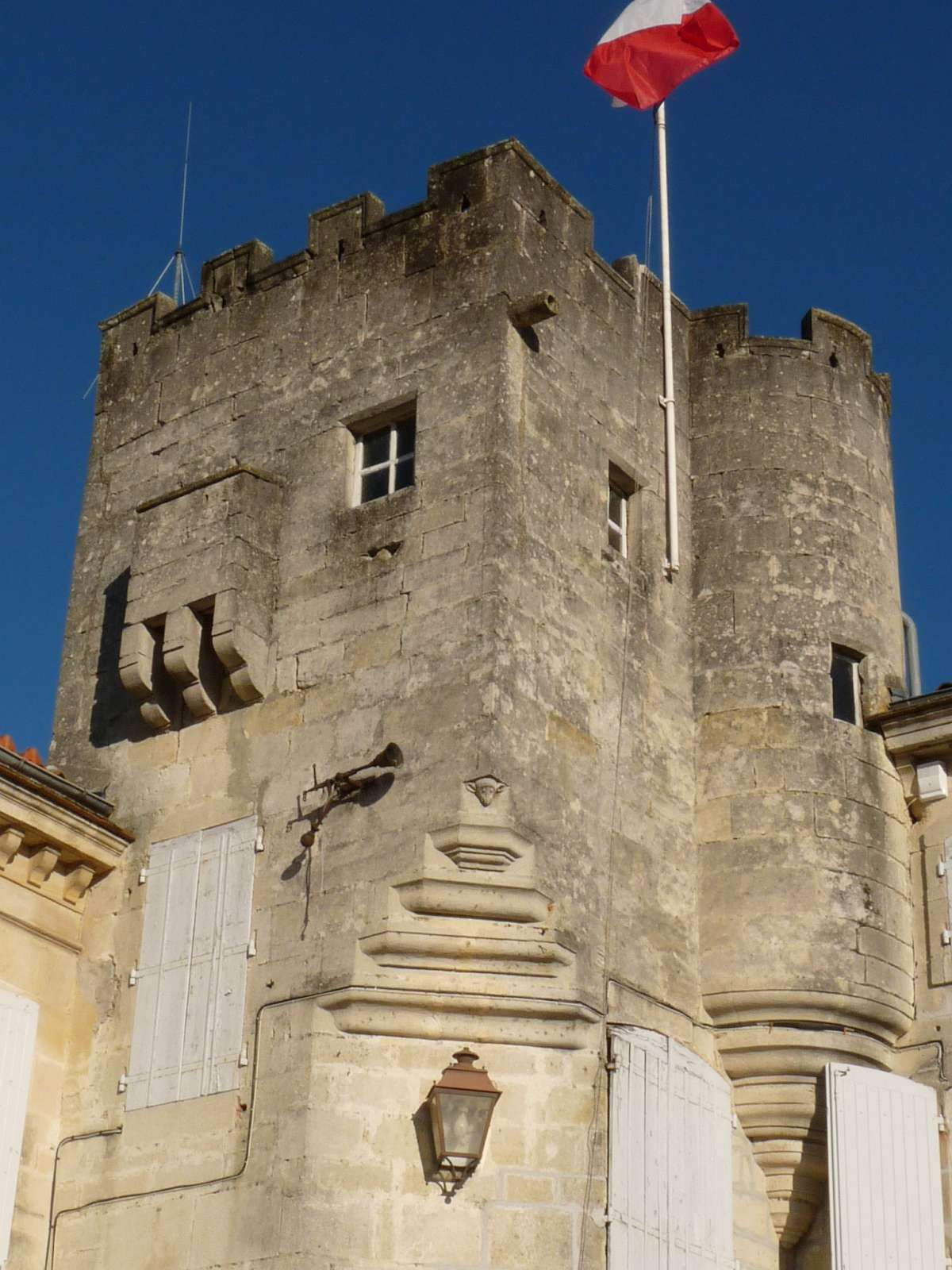
Tour carrée du XVIe siècle.
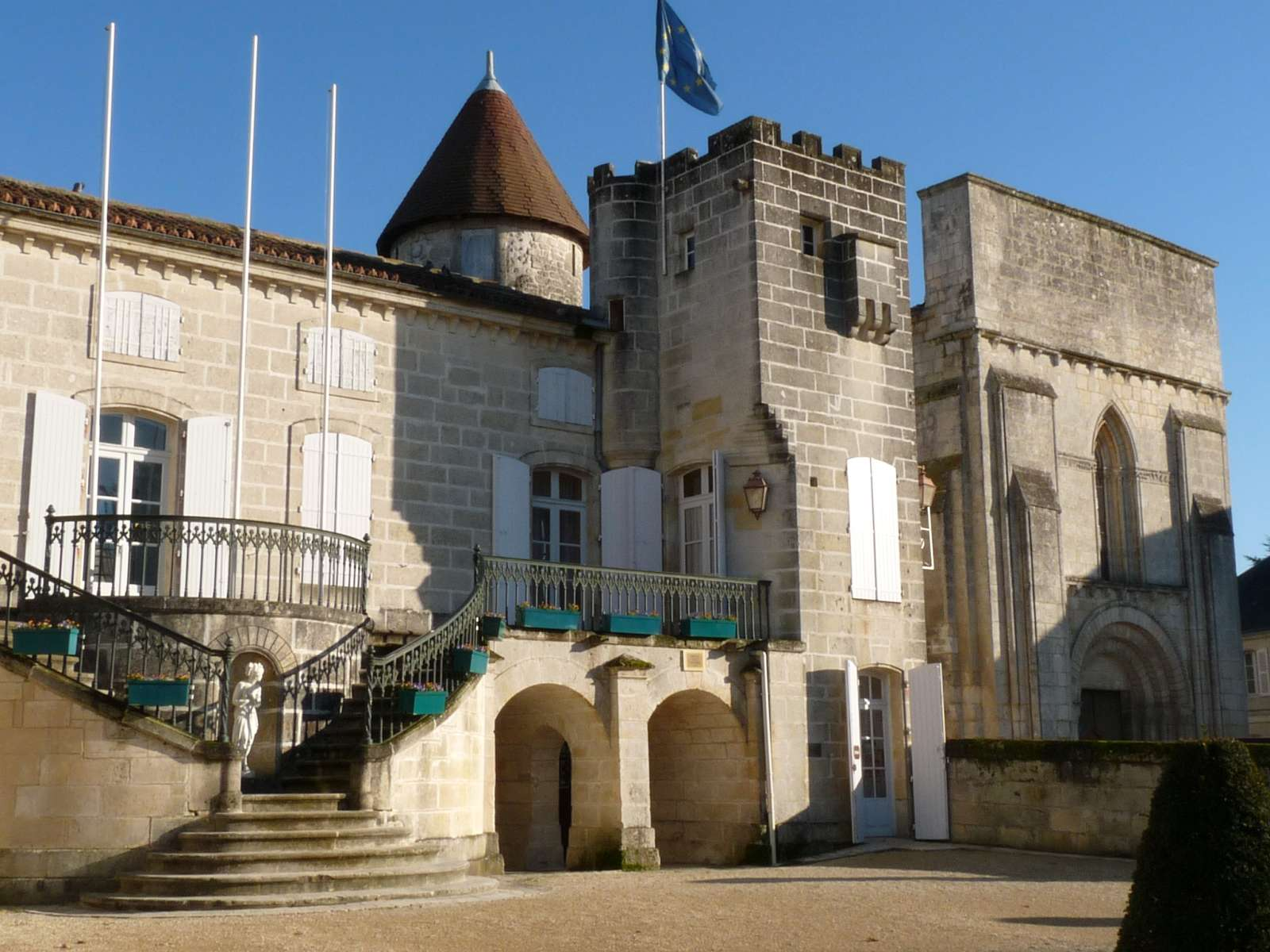
Façade ouest, avec la terrasse et l'église.
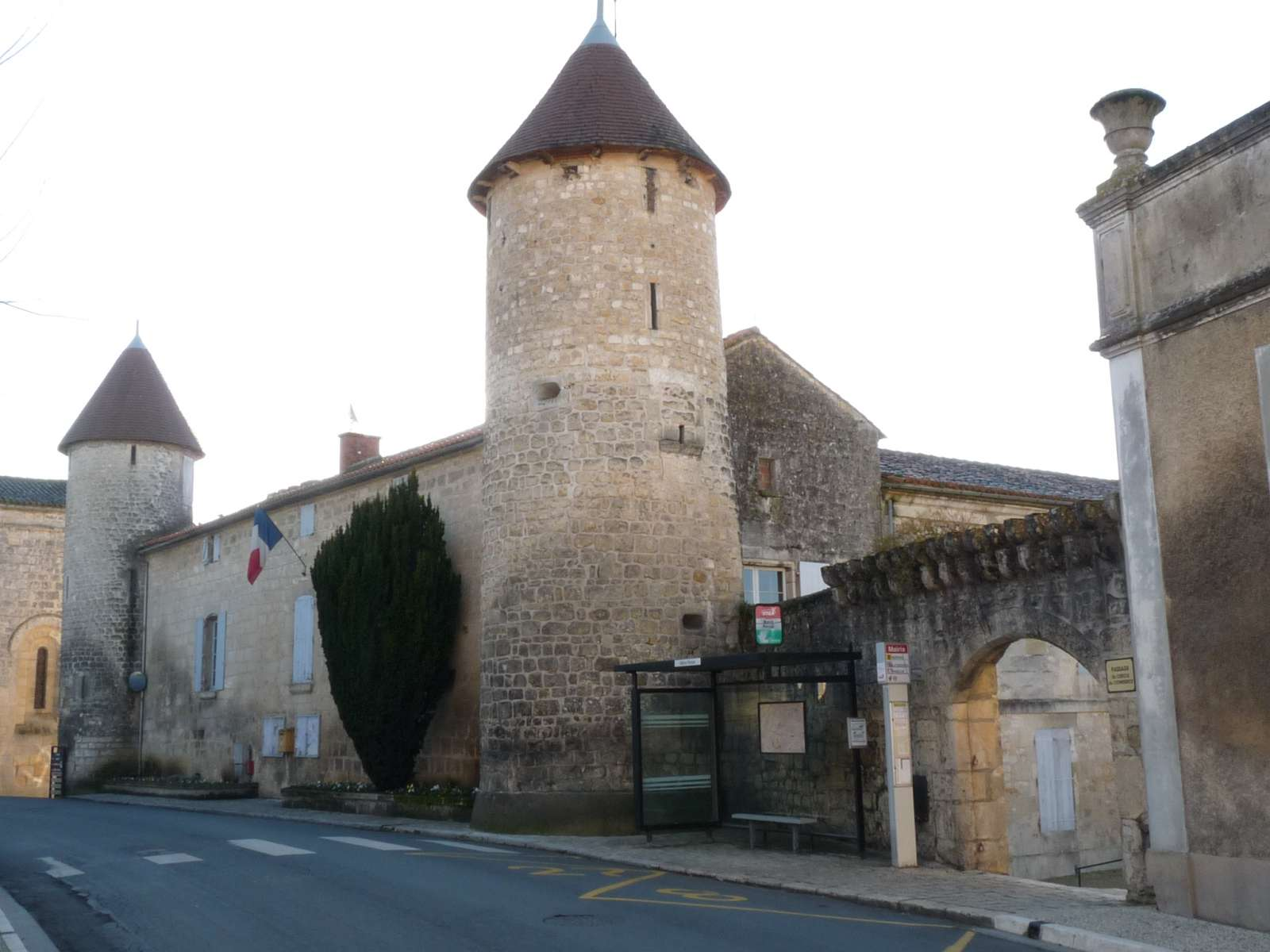
Façade est, avec les deux tourelles et le portail.